# Klasa (biologia)

Schematyczne przedstawienie podstawowych jednostek używanych w klasyfikacji biologicznej. Kolejno od góry: życie, domena, królestwo, typ (w zoologii) lub gromada (w botanice), gromada (w zoologii) lub klasa (w botanice), rząd, rodzina, rodzaj i gatunek

Klasa (łac. classis) – kategoria systematyczna w systematyce roślin i grzybów obejmująca spokrewnione rzędy, odpowiadająca rangą gromadzie (classis) w systematyce zwierząt. Kategoriami pomocniczymi dla klasy są nadklasa (superclassis) i podklasa (subclassis). 